# 本庄慧一郎
本庄 慧一郎（ほんじょう けいいちろう、1932年7月22日- ）は、日本の脚本家・作家・作詞家。本名は望田 市郎（もちだ いちろう）、別名に本庄 一郎（ほんじょう いちろう）とみさき けいがある。

## 来歴
東京生まれ。劇作家の小沢不二夫、三好十郎に師事し演劇を学ぶ。民間放送で番組の脚本や構成台本を執筆。コピーライターとしては日本民間放送連盟賞をはじめ、海外の賞など150以上を受賞したとされる。1991年、小説家へ転身する。本名及び「本庄一郎」の名義で作詞家としても活動している。

## 著書
- 『広告・ほんね・うら・おもて』望田市郎 ティビーエス・ブリタニカ 1982
- 『赤い風車劇場の人々 新宿かげろう譚』望田市郎 影書房 1992
- 『顔のない人間になるな!』総合法令 1994
- 『想像力と創造力で差をつけろ マニュアル社会の終焉』ぱる出版 1994
- 『伸びる男のキーワード101 異説熟語辞典』望田市郎 総合法令 1994
- 『男たちの星座 ら-めん屋三代奮闘記』望田市郎 成星出版 1995
- 『謝謝の樹 五十嵐勝と中国留学生の日中友好』望田市郎 成星出版 1995.11
- 『翔べ!祐一 天才ジョッキー福永洋一・祐一父子感動のヒストリー』望田市郎 スポーツ図書センター 1996
- 『東京ろまんちっ句』望田市郎 冬青社 1996
- 『総領の甚六のまちづくり カトちゃんのマロニエとモーツァルト」望田市郎 冬青社 1998
- 『幻のB級!大都映画がゆく』2009 集英社新書
- 『新宿今昔ものがたり 文化と芸能の三百年』東京新聞出版部 2010

小説
- 内藤新宿シリーズ
  - 「内藤新宿殺め暦」1998 (廣済堂文庫)  のち学研M文庫
  - 「内藤新宿血の花暦」1999 (廣済堂文庫)  のち学研M文庫
  - 「闇の血祭り 内藤新宿3」1999 (廣済堂文庫)  のち学研M文庫
- 死楽孤十郎シリーズ
  - 「斬妖剣 死楽孤十郎」2001 (学研M文庫)
  - 「修羅魔道 死楽孤十郎 2」2002 (学研M文庫
  - 「鬼剣地獄舞 死楽孤十郎」2002 (学研M文庫)
- 『色枕 歌麿死置帳』2002 (徳間文庫)
- 『悪党死末帳 紅家十七美・殺しの花かんざし』2002 (ケイブンシャ文庫) のちコスミック時代文庫
- 『人間狩り死掛帳 早房秀人斬魔剣』2003 (コスミック・時代文庫)  
  - 『妖剣修羅を疾る  早房秀人斬魔剣」2004 (コスミック・時代文庫)
- 慚鬼死事帖シリーズ
  - 「残月無明剣 慚鬼死事帖」2003 (学研M文庫)
  - 「花嵐悲愴剣 慚鬼死事帖」2004 (学研M文庫)
  - 「刃風多情剣 慚鬼死事帖 2004 (学研M文庫)
  - 「紅蓮怨魔剣  2005 (学研M文庫)
- 『女体、震える! 余之介色遍路』2004 (徳間文庫)  
  - 『女体、目覚める 余之介色遍路』2004 (徳間文庫)
- 『死斬人鬼怒玄三郎』2005 (ベスト時代文庫)  
  - 『寒中の花  死斬人鬼怒玄三郎』2006 (ベスト時代文庫)
  - 『札差始末』2007 (ベスト時代文庫)
- 『影流!怨み斬り 幻九郎死留帳』2005 (廣済堂文庫)  
  - 『影流!野獣狩り 幻九郎死留帳』2006 (廣済堂文庫)
  - 『影流!必誅剣疾る 幻九郎死留帳』2007 (廣済堂文庫)
- 『闇の匂い花』ミリオン出版(大洋時代文庫)2005
- 『吉原白刃舞い 死込人一蝶』2006 (学研M文庫)  
  - 『冥土へのいのち花 死込人一蝶』2006 (学研M文庫)
- 『闇のお江戸の松竹梅』2007 (ベスト時代文庫)  
  - 『逆襲 闇のお江戸の松竹梅』2008 (ベスト時代文庫)
  - 『赤い雪 闇のお江戸の松竹梅』2008 (ベスト時代文庫)
- 『落花の舞い 夢見屋世直し帳』2007 (学研M文庫)  
  - 『月下の狂宴 夢見屋世直し帳』2008 (学研M文庫)
- 『夢追い川暮色 奈落の銀次始末帖』2009 (学研M文庫) 
  - 『しぐれ月 奈落の銀次始末帖』2009 (学研M文庫)
- 『両国月の縁 華屋与兵衛人情鮨』2009 (廣済堂文庫) 
  - 『川千鳥夕千鳥 華屋与兵衛人情鮨』2010 (広済堂文庫)
- 『風の迷い道 口入れ屋新八江戸暦』2010 (廣済堂文庫)
- 『勝手斬り はぐれ同心御免帖』2010 (学研M文庫) 
  - 『残党狩り はぐれ同心御免帖』2011 (学研M文庫)

## 作詞作品（歌手別）
あ行
- 梓みちよ
  - 「つめたいアイツ」（『白鹿』CMソング）[4]
- 天地総子
  - 「ぺーしゃんとモンペのえかき歌」（テレビアニメ『とんでモン・ペ』挿入歌）[5]
- 石川まなみ
  - 「こっちへおいでフローネ」（テレビアニメ『家族ロビンソン漂流記 ふしぎな島のフローネ』挿入歌）[6]
- 伊集加代子
  - 「死神様の子守唄」（映画『赤字怪談・いるいる』主題歌）[7]
- 泉洋次
  - ブリヂストンサイクル「ブリヂストン・ロードマン」CM曲 B型[8]
- 尾崎紀世彦
  - 「いまここに」（『レオーネハードトップ』CMソング）[9]

か行
- 北原ミレイ
  - 「名前で呼んで」（『カティサーク』CMソング）[10]
  - 「男の子守歌」（『土佐鶴』CMソング）[11]
- 熊倉一雄
  - 「ジャンプソング」（『週刊少年ジャンプ』100万部突破記念ソング）[12]
- 研ナオコ
  - 「なんじゃろね」（映画『西遊記』挿入歌）[7]
- 小谷浩代・前野良典
  - 「チンチンポンポン」[13]
- 小林幸子
  - 「はなれたくない」（『カティサーク』CMソング）[10]

さ行
- 鹿内孝
  - 「気になる男」（『トヨタ・カリーナ』CMソング）[14]
  - 「心のままに」（『ホンダ』CMソング）[15]
- 菅原文太
  - 「望郷」[16]

た行
- ダークダックス
  - 「いのちはみんなあたたかい」（『三井生命』CMソング）[17]
- 竹田えり
  - 「星の子守唄」（テレビアニメ『家族ロビンソン漂流記 ふしぎな島のフローネ』挿入歌）[18]
- 立川清登
  - 「味の歳時記」（『ヒゲタ醤油』CMソング）[19]
- デューク・エイセス
  - 「お前がいて俺がいて」（『アサヒビール』CMソング）[20]
- 戸田恵子
  - 「あしたになれば」（テレビアニメ『家族ロビンソン漂流記 ふしぎな島のフローネ』挿入歌）[18]
  - 「1プラス1で」[21]
  - 「回転とびら」[22]
  - 「ミス・パンプキンパイ」[23]

な行
- 新沼謙治
  - 「ふれあい音頭」（『南部せんべい乃 巖手屋』CMソング）[24]
  - 「拝啓あなたへ」（『南部せんべい乃 巖手屋』CMソング）[24]

は行
- はつみ&かんな
  - 「女ごころの鈴が鳴る」（『新政』CMソング）[25]
- ハニー・ナイツ
  - 「あなたのためなら」（ライオン（油脂）『スパーク』CMソング。ビリー・バンバンも歌唱）[26]
  - 「そこは汐鳴りの町だった」[26]
- 原あつこ
  - 「燃える想い」（『カティサーク』CMソング。横山みゆきも歌唱）[10]
- ヒデとロザンナ+かずきくん
  - 「ボクは金魚のチビタレメ」[19]
  - 「地球はマンマ」[19]
- ひばり児童合唱団
  - 「ともだちと ともだちの歌」[13]
- 比山貴咏史
  - ブリヂストンサイクル「ブリヂストン・ロードマン」CM曲 A型[8]
- フランク永井
  - 「男のやすらぎ」（『富久娘』CMソング）[27]
- 古谷徹
  - 「風と唄おう」（テレビアニメ『家族ロビンソン漂流記 ふしぎな島のフローネ』挿入歌）[6]
- 堀口ノア
  - 「く・ち・び・る」（資生堂『リップアミュレット』CMソング）[28]

ま行
- マーサ三宅
  - 「くせ」[29]
- 松崎しげる
  - 「いい一日をよぶ」（『初孫』CMソング）[30]
- マナ
  - 「さすらいのカメ・ハメハ」（テレビ番組『ひらけ!ポンキッキ』より）[31]
- 三ツ矢雄二、忍の者高校生徒一同
  - 「忍の者高校校歌」（テレビアニメ『さすがの猿飛』挿入歌）[32]
- 三橋美智也
  - 「いいじゃありませんか」（テレビアニメ『おじゃまんが山田くん』オープニングテーマ）[33]
  - 「みんな達者でね」（テレビアニメ『おじゃまんが山田くん』エンディングテーマ）[33]

や行
- 八色賢典
  - 「いまこのとき」（『トヨタ・カリーナ』CMソング）[14]

ら行
- りりィ
  - 「だから私は歌っていたい」（『トヨタ・カリーナ』CMソング）[14]

わ行

## 参考
- http://bookweb.kinokuniya.co.jp/htm/4059006920.html